# 栄生町 (名古屋市)
栄生町（さこちょう）は、愛知県名古屋市中村区の地名。丁目の設定はない。住居表示実施済み。

## 地理
名古屋市中村区の北部に位置し、南に大日町、南東に佐古前町と千原町、北西に塩池町、西に高道町、北東に西区栄生に接する。

## 歴史

### 沿革
- 1878年（明治11年）12月28日 - 愛知郡栄村の一部を八坂町に分離する[6]。
- 1889年（明治22年）10月1日 - 合併に伴い、愛知郡鷹場村大字栄となる[6]。
- 1906年（明治39年）5月10日 - 合併に伴い、中村大字栄となる[6]。
- 1921年（大正10年）8月22日 - 名古屋市編入に伴い、西区栄生町（さこちょう）となる[6]。
- 1934年（昭和9年）1月15日 - 一部が鳥居通・佐古前町[7]・西山町[6]に編入される。
- 1937年（昭和12年）10月1日 - 中村区編入に伴い、同区栄生町となる[6]。
- 1940年（昭和15年）5月18日 - 一部が鳥居通・十王町・佐古前町に編入される[7]。
- 1984年（昭和59年）8月12日 - 中村区藤ノ宮通の全域および鳥居通の各一部を編入する[6]。また、一部が塩池町・高道町[6]などに編入される。
- その他、西区本塚町・桃ノ木町・米田町・松前町・松西町・上更通・千田町・縁場町・大道町・亀入町にそれぞれ編入されている[6]。

## 世帯数と人口
2019年（平成31年）2月1日現在の世帯数と人口は以下の通りである。
| 町丁   | 世帯数  | 人口    |
| ------ | ------- | ------- |
| 栄生町 | 672世帯 | 1,111人 |

## 学区
市立小・中学校に通う場合、学校等は以下の通りとなる。また、公立高等学校に通う場合の学区は以下の通りとなる。
| 番・番地等 | 小学校                 | 中学校                 | 高等学校 |
| ---------- | ---------------------- | ---------------------- | -------- |
| 全域       | 名古屋市立日比津小学校 | 名古屋市立日比津中学校 | 尾張学区 |

## 交通
- 名鉄名古屋本線・栄生駅
- 環状線（名古屋市道名古屋環状線）

## 施設
- 名古屋栄生郵便局
- 名古屋遊花幼稚園
- 八幡社（神社）

## その他

### 日本郵便
- 郵便番号 : 453-0033[3]（集配局：中村郵便局[10]）。